# Huit excentriques de Yangzhou

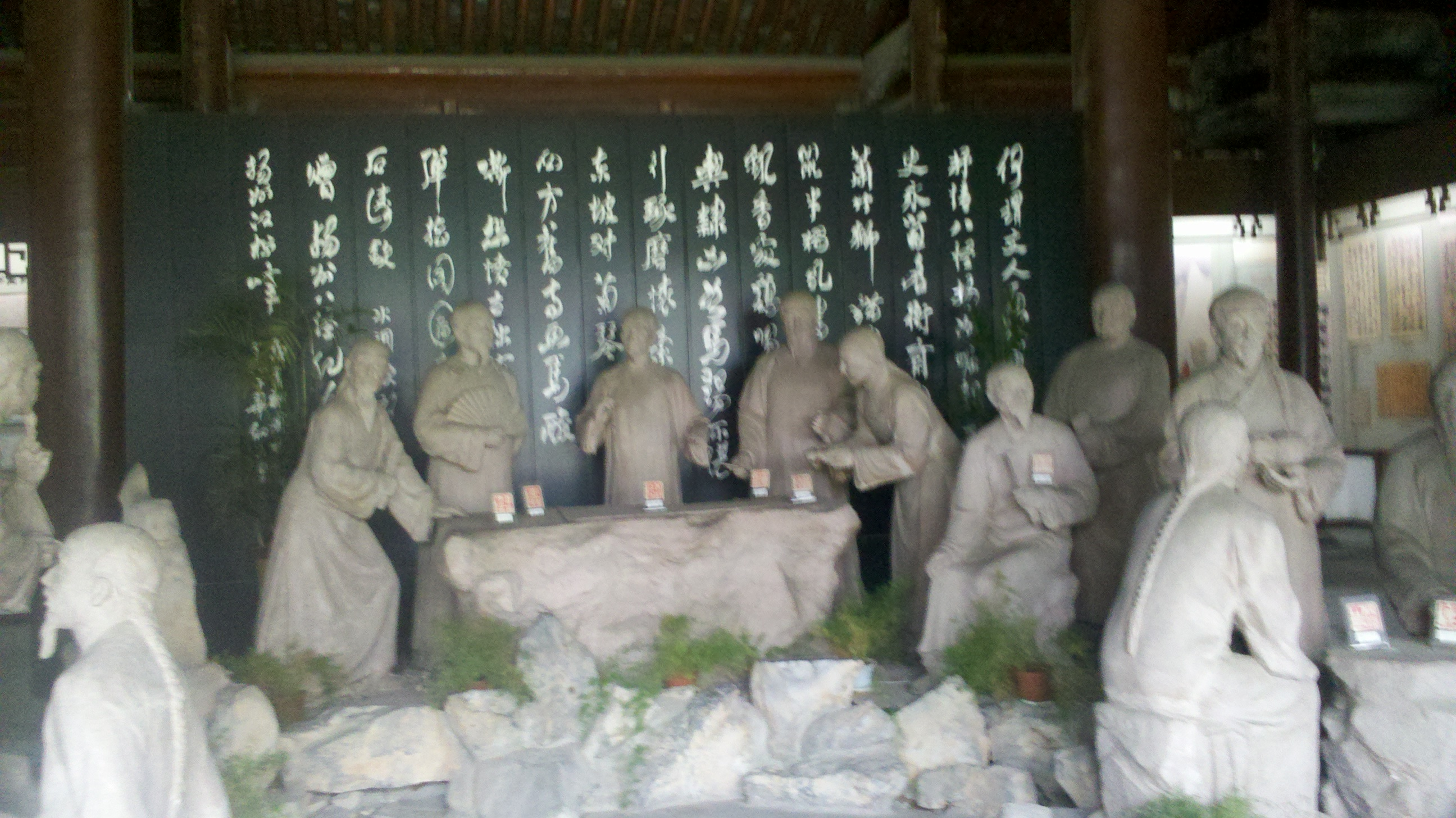
Une sculpture sur pierre représentant les huit excentriques, dans le mémorial de Yangzhou.

Les Huit Excentriques de Yangzhou (chinois simplifié : 扬州八怪 ; chinois traditionnel : 揚州八怪 ; pinyin : yángzhōu bāguài) sont un groupe de huit peintres chinois actifs au XVIIIe siècle, qui étaient connus dans la dynastie Qing pour rejeter les idées orthodoxes sur la peinture au profit d'un style jugé expressif et individualiste.
Le terme était également utilisé car ils avaient chacun une forte personnalité en contradiction avec les conventions de leur temps. La plupart d'entre eux venaient de milieux pauvres ou en difficulté. Pourtant, le terme est généralement plus une déclaration sur leur style artistique que toutes les excentricités sociales.
Les huit avaient une influence et s'associaient avec des peintres comme Gao Fenghan (en) et ont eu une profonde influence sur la peinture chinoise.

## Les Huit

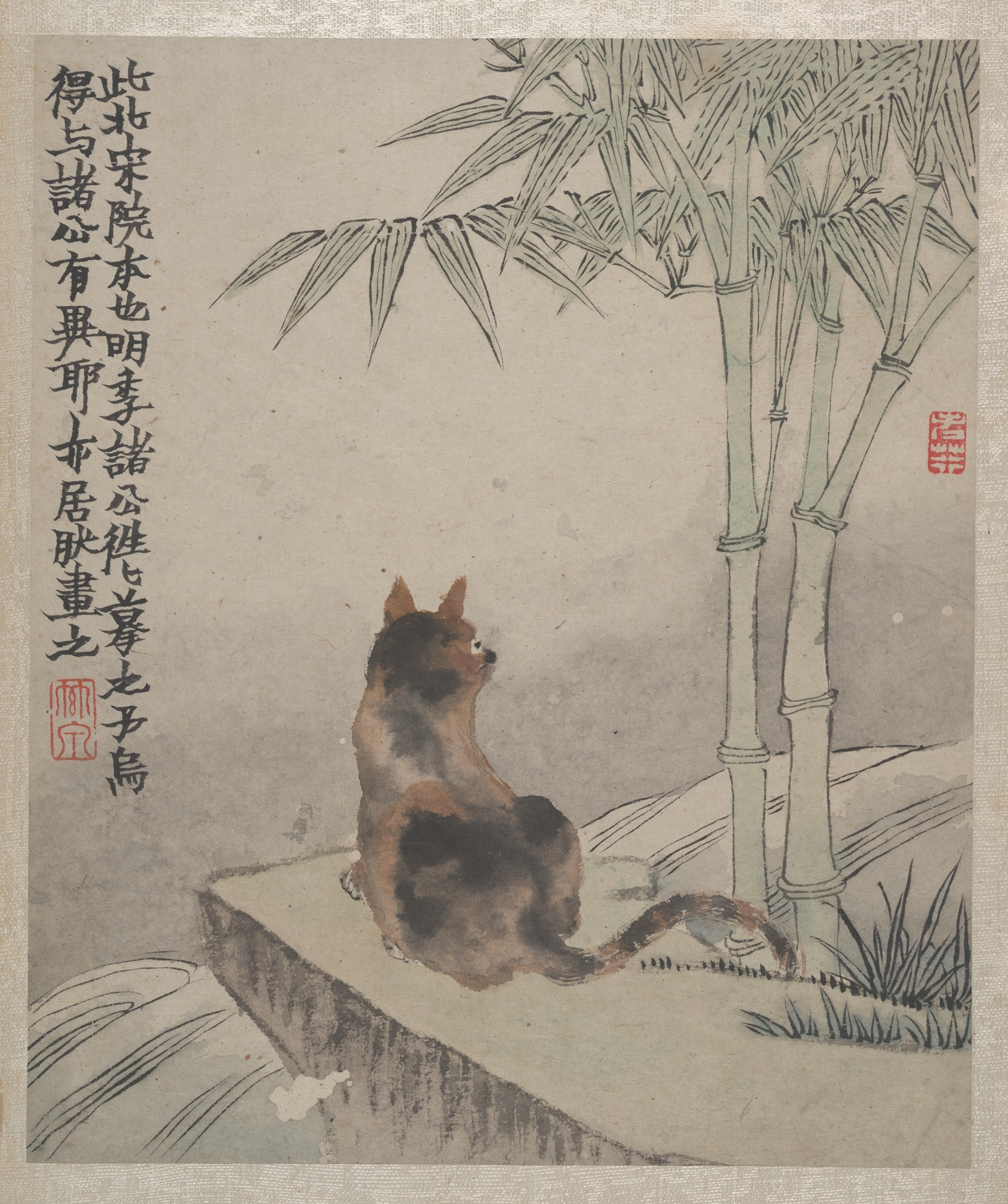
Encre en couleurs sur papier représentant un chat et une plante de bambou, par Jin Nong.

La liste la plus communément acceptée est :
- Wāng ShìShèn (汪士慎) (1686–1759)
- Huáng Shèn (黄慎) (1687–1768)
- Lĭ Shàn (李鱓/李鳝) (1686?–1756)
- Jīn Nóng (金农) (1687–1764)
- Luō Pìn (罗聘) (1733–1799)
- Gāo Xiáng (高翔) (1688–1753)
- Zhèng Xiè (郑燮), also known as Zhèng BănQiáo (郑板桥) (1693–1765)
- Lĭ FāngYīng (李方膺) (1696–1755)

Des listes alternatives incluent :
1. Huang Shen, Li Shan, Jin Nong, Zheng Xie, Li Fangying, Gao Fenghan (en), Bian Shoumin, Yang Fa.
2. Wang Shishen, Huang Shen, Li Shan, Jin Nong, Luo Pin, Zheng Xie, Min Zhen (en), Gao Fenghan (en).